# Eremiaphila reticulata
Eremiaphila reticulata è una specie di mantide religiosa appartenente al genere Eremiaphila.